# Diócesis de Garðar
La diócesis de Garðar (en latín: Dioecesis Gardensis y en danés: Garðar Stift) fue una circunscripción eclesiástica de la Iglesia católica en Groenlandia. Se trataba de una diócesis latina, sufragánea de la arquidiócesis de Nidaros. Fue probablemente abandonada a principios del siglo XV, convertida en luterana por decisión del rey de Dinamarca del 2 de septiembre de 1537, suprimida de hecho al morir o renunciar su último obispo nominal católico después de 1537 y transformada en diócesis titular en 1996. Desde el desde el 16 de enero de 2001 su obispo titular es Edward William Clark.

## Territorio y organización

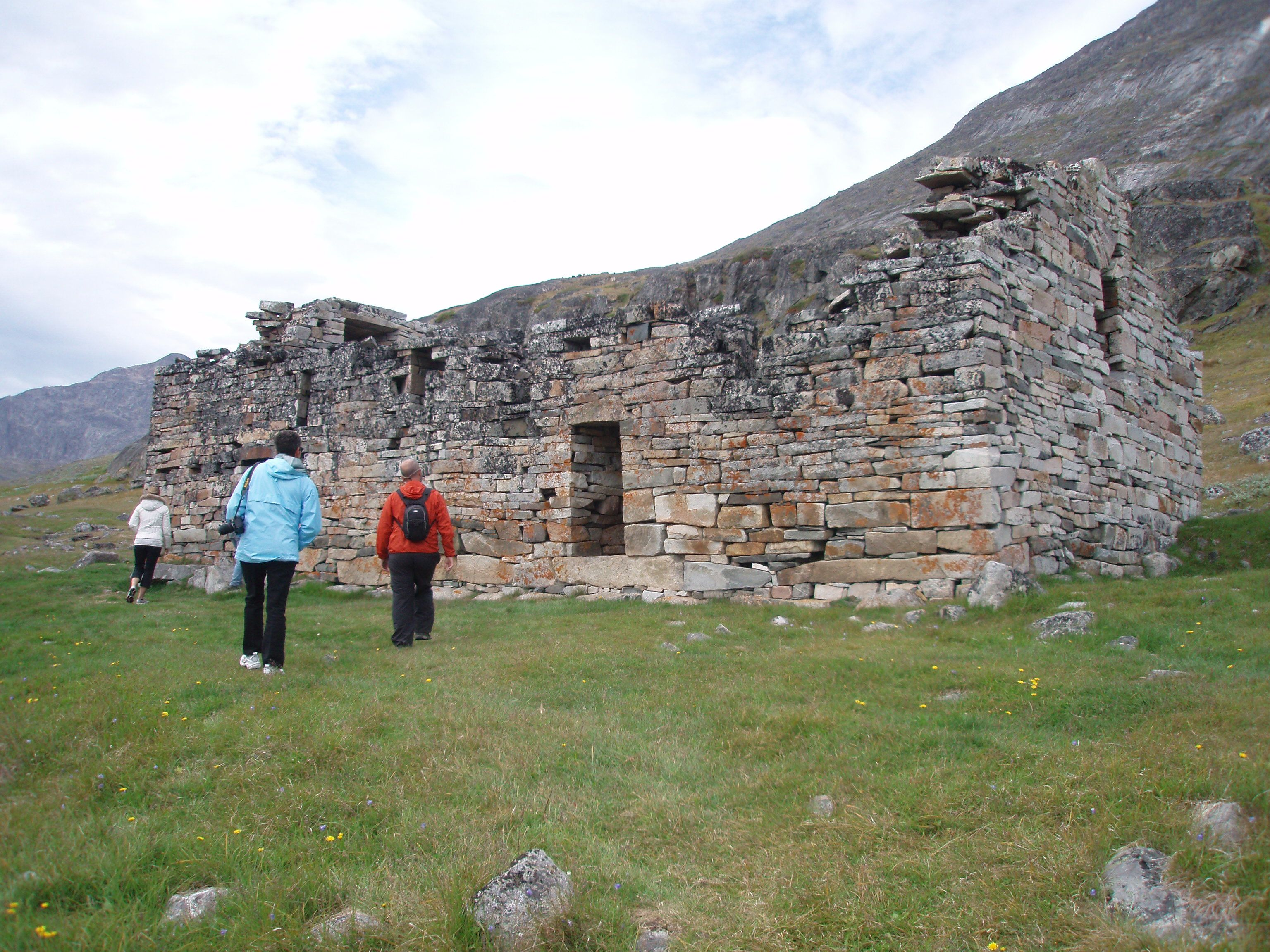
Ruinas de la iglesia de Hvalsey

La diócesis extendía su jurisdicción sobre los fieles católicos de rito latino residentes en los asentamientos vikingos en Groenlandia, que al momento de la supresión de la diócesis eran parte del Reino de Dinamarca y Noruega. Desde el 29 de abril de 1953 el área es parte de la diócesis de Copenhague.

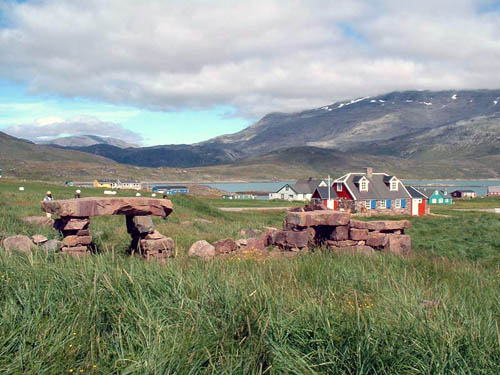
Ruinas de la residencia episcopal

La sede de la diócesis se encontraba en el asentamiento de Garðar, en donde se hallaba la Catedral de San Nicolás de Bari.

### Restos arqueológicos

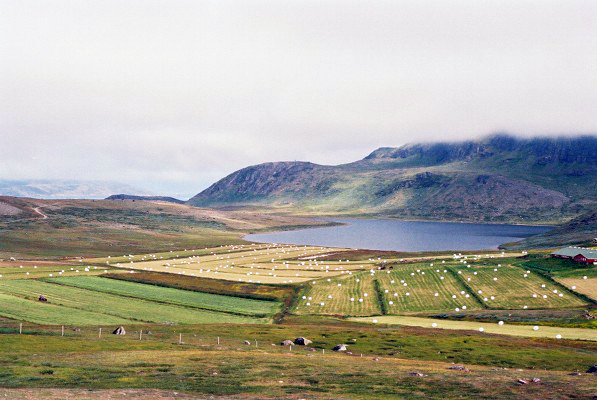
Vista actual de Garðar

Actualmente el asentamiento de Igaliku ocupa el mismo emplazamiento que Garðar. Desde la década de 1830 ha sido objeto de excavaciones arqueológicas siendo la catedral el objetivo principal, siendo totalmente excavada en 1926 por Poul Nørlund (1888-1951). Nørlund encabezó muchos estudios científicos en Groenlandia desde 1921 hasta 1932.
Muchas ruinas de los asentamientos nórdicos pueden verse hoy todavía en Igaliku. La mayoría son piedras de los cimientos y muros de los límites originales de la colonia, construcciones individuales y colectivas. El atractivo principal es la catedral de Garðar, una iglesia en forma de cruz del siglo XII, con un largo de 27 metros y ancho de 16 metros. También hay restos de dos grandes graneros en el lugar con la capacidad de haber cobijado hasta 160 vacas.
Algunos restos inicialmente comparados con Homo heidelbergensis y llamados Homo gardarensis fueron encontrados cerca de Garðar dentro de un cementerio nórdico del siglo XII. Los huesos fueron finalmente identificados como los de un hombre contemporáneo que padecía acromegalia.

## Historia

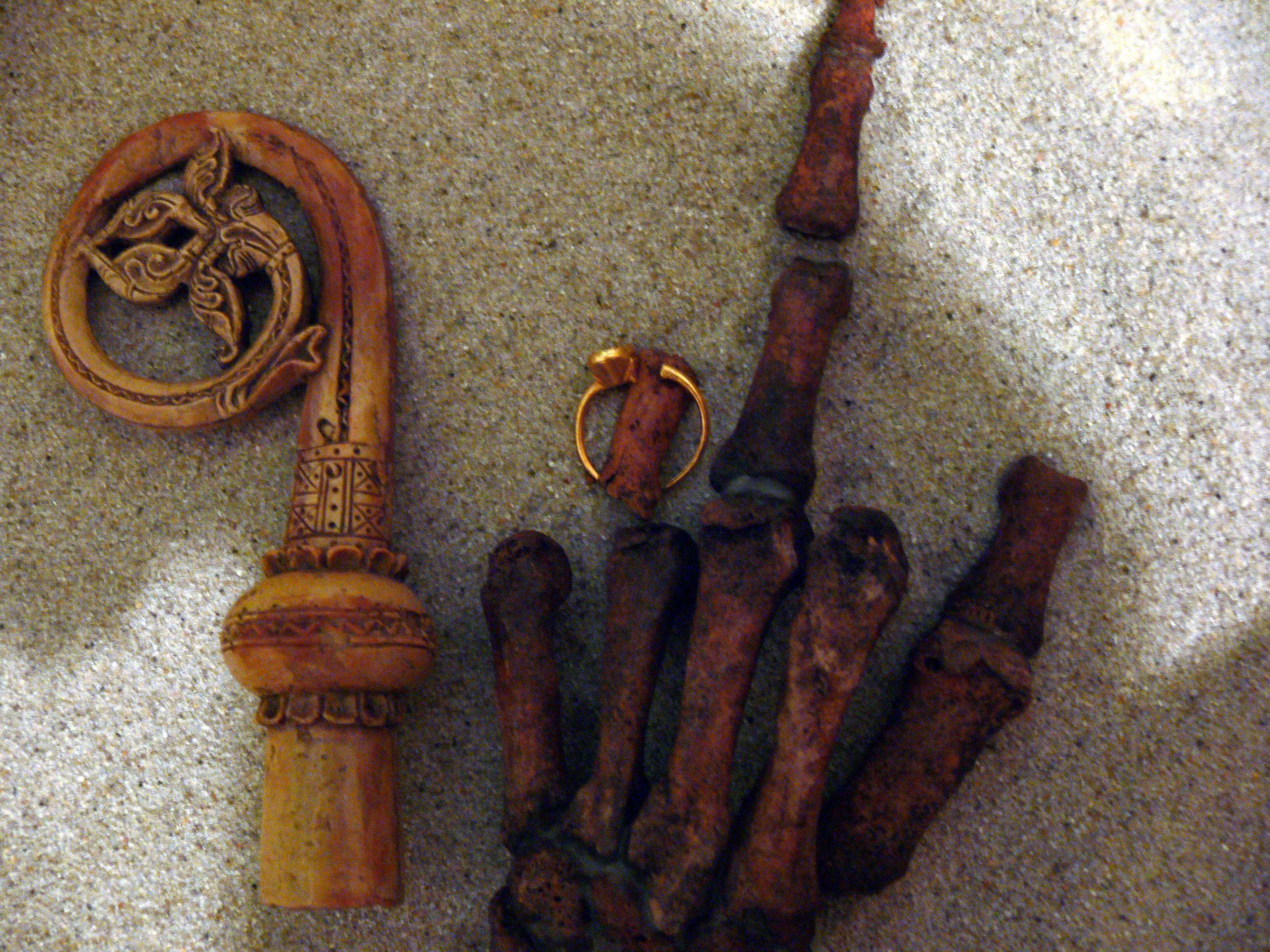
El esqueleto de la mano de un obispo de Garðar con un anillo y un fragmento del báculo

Garðar fue el centro de la religión cristiana posterior a los asentamientos vikingos en Groenlandia entre los siglos XII y XIV.
El nacimiento de la primera comunidad cristiana en Groenlandia sigue envuelto en incertidumbre. Las sagas nórdicas atribuyen la introducción del cristianismo en la isla al santo rey Olaf II de Noruega (1015-1028). Históricamente, a principios del siglo XII está bien establecida la presencia de misioneros de la arquidiócesis de Bremen-Hamburgo y de un obispo misionero, Erik Gnupsson, que más tarde abandonó Groenlandia para evangelizar Vinlandia, el actual territorio norteamericano.
Las sagas nórdicas todavía recuerdan que, tras la marcha de Erik Gnupsson, la comunidad local se reunió y, a propuesta de Sokki Þórisson, un rico granjero de Brattahlíð, solicitó tener una diócesis separada para Groenlandia. Esta propuesta contó con la aprobación del rey de Noruega, especialmente debido a la lejanía de Groenlandia y las dificultades de comunicación con el continente europeo.
El primer obispo, Arnaldur, fue ordenado por el arzobispo de Lund en 1124. Llegó a Groenlandia en 1126 y estableció su sede en Garðar, que se convirtió así en la capital de las colonias groenlandesas. La nueva diócesis era sufragánea de la arquidiócesis de Bremen-Hamburgo; en 1126 pasó a ser sufragánea de la arquidiócesis de Lund y en 1153 pasó a formar parte de la provincia eclesiástica de Nidaros (actual Trondheim) en Noruega, que también incluía las diócesis de Skálholt, Hólar, Man (Sodor), Orcadas y las Islas Feroe. El obispo Arnaldur fue el responsable del inicio de la construcción de la catedral, dedicada a san Nicolás de Bari, santo patrón de los marineros.
El obispo Arnaldur regresó a Noruega en 1150 y fue nominado como obispo de Hamar en 1152. Su sucesor fue Jón Knútur (1153–1186). El tercer obispo Jón Árnason, apodado Smyrill, tomó el cargo en 1189. En 1202-1203, Smyrill peregrinó a Roma y se reunió con el papa Inocencio III. Murió y fue enterrado en Garðar en 1209, posiblemente en la capilla norte de la catedral.
El siguiente obispo, Þór Helgi, llegó a Groenlandia en 1212 y sirvió hasta su muerte en 1230. En 1234 fue ordenado Nikulás, pero no llegó a la diócesis hasta 1239 y murió en 1242.
Ólafur fue ordenado en 1242, pero no llegó hasta 1247. Fue obispo hasta aproximadamente mediados de la década de 1280. Como estuvo fuera desde 1264 a 1280, no pudo dedicarse a su propia diócesis. Sin embargo el siguiente obispo, Þór Bokki, estuvo en Garðar desde 1289 hasta su regreso a Noruega en 1309.
La diócesis está documentada varias veces en documentos relativos a la recaudación de diezmos para financiar las cruzadas por Tierra Santa o por el Óbolo de San Pedro, tarea a menudo asignada a los obispos de Nidaros o Bergen, que tenían la obligación de ir personalmente a Groenlandia. De esta documentación se desprende que la diócesis de Garðar no sólo incluía el territorio groenlandés, sino también el de Vinland, por lo que, dada su gran extensión, se permitió a los arzobispos de Nidaros enviar representantes para cobrar los diezmos en aquellas lejanas tierras.
En 1282 una bula del papa Martín IV permitía a los obispos de Garðar pagar los diezmos en especie, como pieles de buey y de foca y dientes de ballena y de morsa, productos que luego se vendían en los puertos de Noruega y el dinero recaudado se enviaba a la Cámara Apostólica en Roma. De la lista de productos naturales se desprende que la diócesis de Garðar también amplió su jurisdicción sobre Vinlandia, donde había comunidades cristianas dependientes de Garðar, cuyos productos agrícolas no podían crecer en Groenlandia.
La misma documentación relativa a la recaudación de los diezmos muestra que el clero de la diócesis de Garðar era bastante numeroso y rico. Había en la isla 12 iglesias parroquiales, además de la catedral, y al menos 4 monasterios, uno de los cuales era dominico y otro agustino. En una carta al arzobispo de Nidaros, Sigurd Eindridesson, el papa Gregorio IX (1227-1241) se quejaba de la indiferencia de los sacerdotes de la diócesis de Garðar hacia el celibato eclesiástico, y del hecho de que en la celebración de la misa no siempre utilizaban pan y vino, sino que otros productos.
La supervivencia de la diócesis siempre se vio obstaculizada por la distancia a Noruega, las comunicaciones eran muy limitadas y los obispos a menudo asumían el cargo varios años después de su nombramiento. El siguiente obispo fue Árni (1315 a 1347) que sufrió la pobre comunicación entre Groenlandia y Noruega. En el continente, tras años de silencio, se asumió que murió y se asignó a Jón skalli Eiríksson como nuevo obispo en 1343. Cuando se descubrió que el anterior seguía vivo, Jón Skalli renunció y nunca viajó a Groenlandia. 
Tras la muerte de Árni en 1347, pasó mucho tiempo hasta la llegada de un nuevo obispo, principalmente por el deterioro de las comunicaciones. Ívar Bárðarson (c. 1341), un clérigo noruego, sirvió en la diócesis como interino hasta la ordenación de Álfur (1368 a 1378). 
A partir de mediados del siglo XIV, los esquimales comenzaron a realizar ataques cada vez más frecuentes contra la colonia groenlandesa, llevando destrucción y muerte especialmente a lo largo de las costas de la isla. Además, las dificultades cada vez mayores de comunicación con el continente aislaron cada vez más a la colonia, que carecía de medios de subsistencia. Hacia mediados del siglo XV, los cristianos de Garðar dirigieron una carta al papa Nicolás V (1447-1455), denunciando el deplorable estado en el que se encontraba la diócesis, debido a la destrucción provocada por los esquimales. En 1448, el papa ordenó a los obispos de Skálholt y Hólar que ayudaran a los cristianos de Garðar, pero parece que estas disposiciones no surtieron efecto.
Hacia finales de siglo se dirigió otra carta de ayuda al papa Inocencio VIII (1484-1492): en ella los cristianos de Garðar exponían su triste situación, sin sacerdotes ni obispo desde hacía varios años; muchos habían abandonado la fe cristiana, y la única celebración a la que podían asistir era la que implicaba la exhibición y adoración de un viejo corporal, la última en la que se había celebrado misa décadas antes. De la carta se desprende que, aunque nombrados, los obispos no residieron en Groenlandia, al menos durante buena parte del siglo XV.
Las razones que llevaron a la extinción de la colonia groenlandesa y al fin de la diócesis son inciertas. Ciertamente el alejamiento de la patria, la falta de ayuda, la desnutrición y los ataques de los esquimales provocaron la desaparición de la colonia y su sede episcopal.
La diócesis desapareció después de 1400 cuando se paralizaron los viajes marítimos entre el continente y Groenlandia, siguiendo el mismo destino que el resto de los asentamientos escandinavos. El último testimonio de la existencia de una colonia vikinga es el relato de los marineros islandeses sobre una boda en la iglesia de Hvalsey en 1408. A pesar de esto, todavía se nombraron obispos para esta sede hasta la Reforma protestante en 1537, quizás tratándola como titular. 
En 1492 el papa Alejandro VI reprochó brevemente a los obispos escandinavos de que habían descuidado su deber de cuidar a la población de Groenlandia y nombró al benedictino Mathias (Mads) Knudsen como obispo de Garðar. En 1516 el arzobispo de Nidaros Erik Valkendorf hizo un intento fallido de organizar una expedición a Groenlandia. En 1519, a petición del rey Cristián II de Dinamarca, el papa León X nombró a su confesor Vinzenz Pedersen Kampe como el último obispo de Garðar, pero nunca llegó a la isla, debido a que la expedición planeada por el rey nunca tuvo lugar.
El 2 de setiembre de 1537 el rey Cristián II de Dinamarca firmó el Ordinatio ecclesiastica regnorum Daniae et Norwegiae et ducatuum Slesvicencis, Holtsatiae etc. etc., por el que en Dinamarca las diócesis fueron convertidas en superintendencias luteranas, deponiendo formalmente a los obispos católicos. No se designó un superintendente para Groenlandia, por lo que la diócesis quedó suprimida en la nueva estructura de la Iglesia del Pueblo Danés y al morir o renunciar después de 1537 el último obispo católico designado, Vinzenz Pedersen Kampe, la diócesis de Garðar quedó de hecho suprimida en la Iglesia católica. 

### Restauración como sede titular
En 1996 Garðar fue restaurada como diócesis titular, designándose para ella a Edward William Clark, obispo auxiliar de Los Ángeles el 16 de enero de 2001.

## Episcopologio
- Erik Gnupsson † (1112/1113-1121) (obispo misionero de Groenlandia y Vinlandia)
- Arnaldur † (1124-1152 nombrado obispo de Hamar)
- Jón Knútur † (1153-1187 falleció)
- Jón Árnason alias Smyrill † (1189-1209 falleció)[nota 1]
- Þór Helgi † (1212-1230 falleció)
- Nikulás † (1234-1240 falleció)
- Ólafur † (1242-1280 falleció)
- Þór Bokki † (1280-1314 falleció)
- Árni † (1315-1347)[nota 2]
- Álfur † (1368-1378 falleció)
- Henricus † (mencionado en 1386)
- Bertholdus † (mencionado en 1407 circa)
- Jacobus Treppe, O.F.M. † (27 de marzo de 1411-después de 1421 falleció)
- Nicolaus †
- Robertus Ryngman, O.F.M. † (30 de mayo de 1425-?)
- Gobelinus Volant, O.E.S.A. † (1 de octubre circa 1431-19 de marzo de 1432 nombrado obispo de Børglum)
- Johannes Erles de Moys, O.F.M. † (12 de julio de 1432-?)
- Bartholomeus de Sancto Hyppolito, O.P. † (1433-1440 falleció)
- Gregorius † (1440-después de 1450)
- Andreas †
- Jacobus Blaa, O.P. † (16 de junio de 1481-? renunció)
- Mathias Canuto, O.S.B. † (9 de julio de 1492-?)
- Vinzenz Pedersen Kampe, O.F.M. † (20 de junio de 1519-después de 1537)

### Obispos titulares
- Edward William Clark, desde el 16 de enero de 2001